# Нюз ъф дъ Уърлд
„Нюз ъф дъ Уърлд“ (на английски: News of the World, в превод „Новини от света“) е британски таблоид, излизал в събота от 1843 до 2011 година.
На 7 юли 2011 г. Джеймс Мърдок, син на собственика на „Нюз ъф дъ Уърлд“ Рупърт Мърдок, обявява, че последното издание на вестника ще бъде без реклами в неделя на 10 юли 2011 г. Вестникът спира да излиза, защото е замесен в скандал за подслушване на телефонни разговори на резиденцията на престолонаследника принц Чарлз и на известни личности, жертви на престъпления и скърбящи роднини на убити британски войници.
Към март 2010 г. тиражът на вестника е 2 904 566 броя, което го прави 2-рото по разпространение англоезично издание в света.

## Скандали
В периода 2007-2011 г. таблоидът забърква редица скандали в британското общество, които предизвикват и световно отражение.
Най-известният от тях е скандалът за Макс Моузли, при който вестникът набеждава президента на ФИА и бивш автопилот в „грандиозен секс скандал“, който участвал в садо-мазо оргия заедно с 5 проститутки, и пресъздава сценки от нацистките концлагери по време на Втората световна война. Баща на Макс Моузли е Осуалд Моузли, лидер на Британския съюз на фашистите и националсоциалистите, а малкият Макс още на 11 седмици е изпратен с майка си Диана Митфорд в стая на затвора Холовей с баща му от британското правителство по онова време, начело на което е Уинстън Чърчил. Адвокатите на Макс Мозли успяват несвоевременно да издействат съдебен акт, по силата на който да свалят порнографското видео от сайта на вестника „Нюз ъф дъ Уърлд“, след което завеждат дело за омаскаряването му пред британския съд. Архив на оригинала от 2016-03-07 в Wayback Machine. Делото пред британското правосъдие е последвано от делото Моузли срещу Обединеното кралство в ЕСПЧ.